# Quentin Bernard
Quentin Bernard (Poitiers, Viena, Poitou-Charentes, 7 de juliol de 1989) és un futbolista professional francès que juga a l'equip de la Ligue 2 francesa Chamois Niortais F.C.. Segons footballdatabase, les estadístiques de la carrera de Quentin Bernard són:
- Copa de França: 18 partits (16 de titular).
- Copa de la Lliga francesa: 3 partits de titular.
- Ligue 2: 72 partits de titular. 2 gols.
- Ligue 1, Nacional: 81 partits de titular. 1 gol.
- CFA, Grup C: 11 partits (8 de titular). 3 targetes vermelles.